# Apophoneura punctipennis
Apophoneura punctipennis är en tvåvingeart som beskrevs av Malloch 1933. Apophoneura punctipennis ingår i släktet Apophoneura och familjen myllflugor. Inga underarter finns listade i Catalogue of Life.